# Ernst Theodor Langer
Ernst Theodor Langer (* 23. August 1743 in Breslau; † 24. Februar 1820 in Wolfenbüttel), auch Ernst Theodor Langner, war ein deutscher Hofmeister und Bibliothekar. Er leitete von 1781 bis 1820 die Herzog August Bibliothek in Wolfenbüttel.

## Leben
Ernst Theodor Langer wurde 1743 als Sohn eines Kaufmanns in Breslau geboren. Er besuchte das Gymnasium in Oels, das er 16-jährig verließ, um als Soldat in das Zieten’sche Husarenregiment einzutreten. Er wurde zum Offizier befördert, musste das Militär jedoch aufgrund einer Schussverletzung als dienstuntauglich verlassen. Er nahm anschließend seine Schulstudien am Pädagogium in Züllichau wieder auf. Als Hofmeister eines Grafen Hochberg kam er an die Klosterschule Berge bei Magdeburg, nachfolgend als Begleiter des jungen Grafen Lindenau an die Universität Leipzig. Hier machte er Bekanntschaft mit Johann Wolfgang von Goethe, der sich später in Dichtung und Wahrheit, Buch 8, lobend an den vorzüglich gelehrt[en] und guten Bücherkenner erinnert. Langer reiste von 1769 bis 1780 nach Frankfurt am Main, Lausanne, Sankt Petersburg, Paris, Rom und Holland. Mitte 1773 hielt er sich in Braunschweig auf, wo sein damaliger Zögling das Collegium Carolinum besuchte. Zu dieser Zeit trat er in Kontakt mit Johann Arnold Ebert, Johann Joachim Eschenburg und Gotthold Ephraim Lessing, der seit 1770 Bibliotheksdirektor in Wolfenbüttel war. Im Jahr 1780 besuchte er Wolfenbüttel erneut und wurde auf Vermittlung Lessings dem regierenden Herzog Karl Wilhelm Ferdinand vorgestellt.

### Leiter der Herzog August Bibliothek Wolfenbüttel
Nach dem Tod Lessings wurde Langer am 20. August 1781 zum Leiter der Herzog August Bibliothek und herzoglichen Rat ernannt. Lessing soll ihn als Nachfolger empfohlen haben. Der konservativ geprägte Langer verfügte über umfassende bibliographische Kenntnisse und zeigte sich als guter Verwalter der Bibliothek. Diese führte er durch schwierige Zeiten. So drohte 1795 die Vereinigung mit der Universität Helmstedt und deren Verlegung nach Braunschweig, während der Franzosenzeit im Jahr 1813 die Überführung der Bestände nach Göttingen, Marburg und Halle. Im Jahr 1807 musste er auf Befehl des französischen Intendanten Daru ca. 400 wertvolle Handschriften und Drucke nach Paris abgeben, die 1815 nach dem Zusammenbruch des Königreichs Westfalen zum größten Teil zurückerhalten wurden. Ebenfalls im Jahr 1815 gelangten die Handschriften sowie zahlreiche Drucke der 1810 aufgehobenen Universität Helmstedt nach Wolfenbüttel.
Langer betätigte sich intensiv als Rezensent, insbesondere in Friedrich Nicolais Allgemeiner deutschen Bibliothek, hinterließ jedoch kein wissenschaftliches Werk.
Seit 1809 war er korrespondierendes Mitglied der Königlich Niederländischen Akademie der Wissenschaften.
Langer starb im August 1820 im Alter von 76 Jahren in Wolfenbüttel.